# غوايرا
غوايرا هي إدارة في باراغواي، عاصمتها فيلاريشا .

## جغرافيا
تقع الإدارة في جنوب غرب باراغواي تبلغ مساحتها 3٬846 كيلومتر مربع.

### الموقع
تشترك في الحدود مع:
- كاغوازو
- كازابا
- باراغوراي.

## ديموغرافيا
بلغ عدد سكانها 198٬032  نسمة، (تعداد 2012)